# Emilia-Romagna
Emilia-Romagna (phát âm [eˈmiːlja roˈmaɲɲa], tiếng Romagnol: Emélia-Rumâgna) là một vùng ở Bắc Ý, bao gồm hai vùng lịch sử là Emilia và Romagna. Thủ phủ vùng là Bologna. Nó có diện tích 22.446 km2 (8.666 dặm vuông Anh), và dân số khoảng 4,4 triệu người.
Emilia-Romagna là một trong những vùng giàu có và phát triển nhất tại Ý, với GDP trên đầu người cao thứ ba toàn quốc. Bologna, thủ phủ vùng, có chất lượng cuộc sống thuộc hàng cao nhất nước và là nơi có các dịch vụ xã hội cao cấp. Emilia-Romagna còn là trung tâm văn hóa và du lịch, là nơi đặt Đại học Bologna, trường đại học cổ nhất thế giới vẫn còn tới nay, với những thành phố đậm chất La Mã và thời Phục Hưng (như Modena, Parma và Ferrara), trung âm sản xuất thực phẩm và xe hơi (nơi đặt trụ sở các hãng xe gồm Ferrari, Lamborghini, Maserati, Pagani, De Tomaso và Ducati) và có những nơi nghỉ dưỡng nổi tiếng như Cervia, Cesenatico, Rimini và Riccione.

## Phân chia hành chính
Emilia–Romagna được chia thành 9 tỉnh:
| Tỉnh               | Diện tích (km²) | Dân số  | Mật độ (người/km²) |
| ------------------ | --------------- | ------- | ------------------ |
| Tỉnh Bologna       | 3.702           | 973.295 | 262,9              |
| Tỉnh Ferrara       | 2.632           | 357.471 | 135,8              |
| Tỉnh Forlì-Cesena  | 2.377           | 387.200 | 162,9              |
| Tỉnh Modena        | 2.689           | 686.104 | 255,1              |
| Tỉnh Parma         | 3.449           | 431.419 | 125,1              |
| Tỉnh Piacenza      | 2.589           | 284.885 | 110,0              |
| Tỉnh Ravenna       | 1.858           | 383.945 | 206.6              |
| Tỉnh Reggio Emilia | 2.293           | 517.374 | 225,6              |
| Tỉnh Rimini        | 534             | 302.137 | 565,8              |